# Préchauffage (cosmologie)

Le préchauffage se serait produit après l'ère de l'inflation (en beige).

En cosmologie, le préchauffage représente la phase explosive de création de particules à l'issue de la phase d'inflation cosmique. La phase d'inflation se caractérise par une expansion d'une durée importante par rapport au temps de Hubble, ce qui signifie que la matière présente dans l'Univers se trouve considérablement diluée.
En pratique, à la fin de la phase d'inflation, l'Univers peut être considéré comme étant absolument vide de toute particule. Il existe cependant au moins une forme d'énergie dans l'Univers : celle associée à ce qui est responsable de la phase d'inflation, à savoir un champ scalaire appelé inflaton.
À l'issue de la phase d'inflation, ce champ scalaire se désintègre en particules élémentaires, c'est le préchauffage. Le terme vient du fait qu'au moment de leur production, les particules ne sont pas en équilibre thermique. Celui-ci s'instaurera lors d'une phase ultérieure opportunément appelée réchauffage.